# Orizaba, Durango
Orizaba är en ort i Mexiko.   Den ligger i kommunen Poanas och delstaten Durango, i den centrala delen av landet, 700 km nordväst om huvudstaden Mexico City. Orizaba ligger 1 891 meter över havet och antalet invånare är 1 452.
Terrängen runt Orizaba är en högslätt. Runt Orizaba är det ganska glesbefolkat, med 24 invånare per kvadratkilometer. Närmaste större samhälle är San Atenógenes, 6,8 km nordost om Orizaba. Trakten runt Orizaba består till största delen av jordbruksmark.